# HD28319
HD28319 — хімічно пекулярна зоря спектрального класу A8, що має видиму зоряну величину в смузі V приблизно 3,4.
Вона  розташована на відстані близько 149,0 світлових років від Сонця.

## Фізичні характеристики
Зоря HD28319 обертається 
досить швидко 
навколо своєї осі. Проєкція її екваторіальної швидкості на промінь зору становить  Vsin(i)= 77км/сек.